# 何宜武

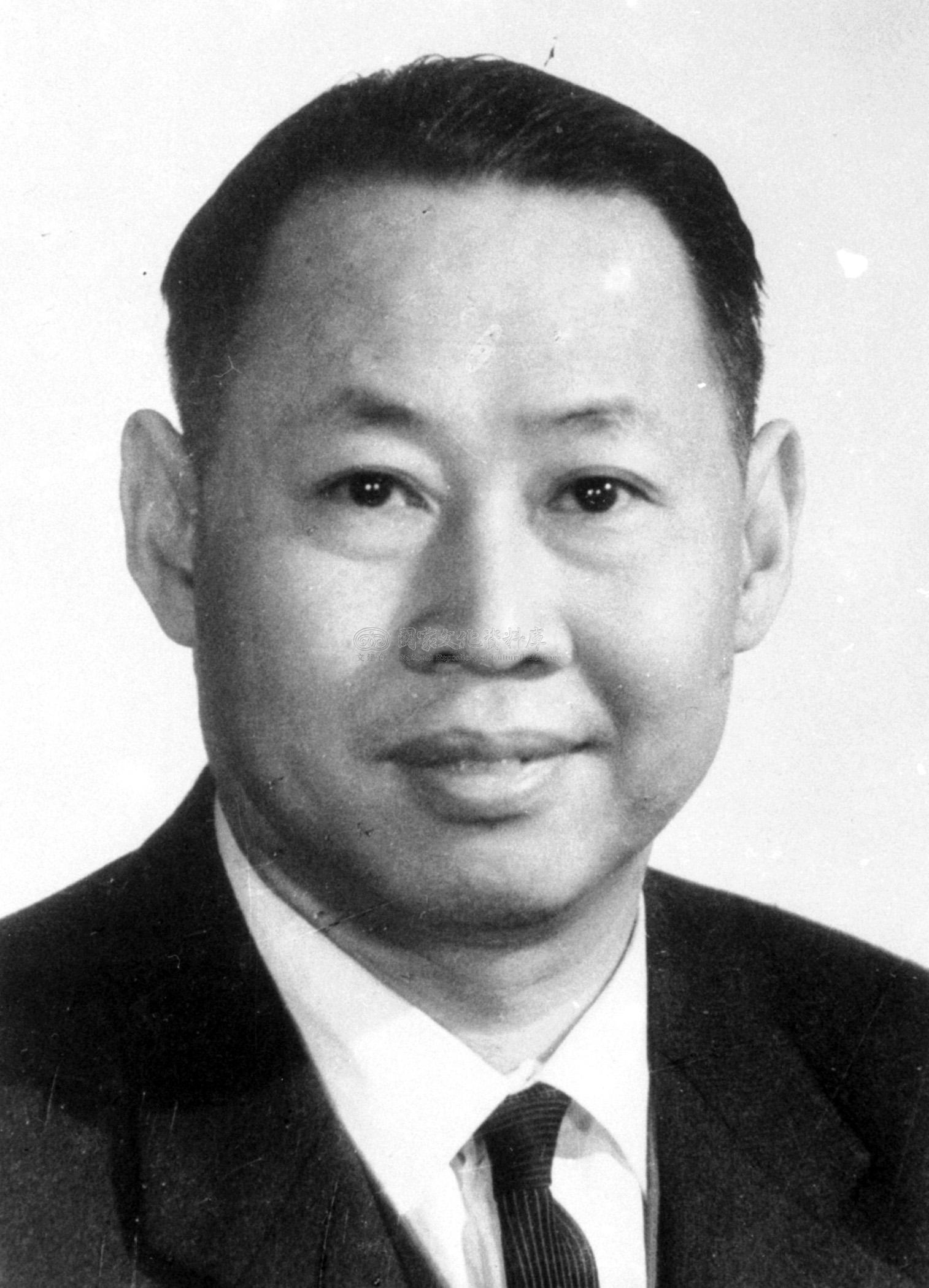
何宜武

何宜武（1912年12月10日—2001年12月29日），福建寿宁人，原国民大会秘书长、中华民国总统府资政。

## 生平

### 早年
1912年12月10日，何宜武生於福建壽寧。曾祖做茶葉生意，一直是小康之家。外祖父林棟是光緒年間進士，做過御史和民初國會的議員。七歲啟蒙，在家塾唸書。1927年，到福州明倫小學插班讀書，借住叔叔何修家中。半年後轉入福州中學讀書。高中時轉學至福建學院附屬中學。1932年，先去南京參加中央政治學校的考試，未取。再赴北京，考入北平朝阳大学。此時中日關係緊張，何宜武亦參與反日學生運動。

### 職涯
1936年9月，畢業。10月，參加全國高等普通行政科考試及格，分發到福建省政府民政廳法制室做編審。抗戰爆發後，省政府從福州遷至永安。1940年春，加入中國國民黨。次年1月，調至省政府糧食局，9月，升任秘書。1942年2月，調任福建省府幹部訓練委員會，後赴重慶中央訓練團黨政班受訓。1944年1月，升任國家總動員會議科長，負責物價管制。8月，任重慶市府財政局秘書。1945年10月，到台任台湾省行政长官公署财政处主任秘書。1946年4月，任台湾省法制委员会委员。8月，轉任上海市政府財政局专门委员，主持稅捐，整肅貪瀆。
1947年，当选第一届国民大会代表。翌年在侨务委员会委员长戴愧生邀请下出该委员会委员并兼侨民经济辅导处处长。1960年赴美国，任华盛顿州立大学经济系研究员。翌年回国，升任侨务委员会副委员长。1973年，出任国民党国民大会代表党部书记长。1975年在其参与筹划下，世华联合商业银行正式成立并任副董事长。1979年任中央政策委员会副秘书长。翌年，出任国民大会秘书长，后又当选中央常务委员。1990年当选国民大会第八次会议主席团主席。同年被任命为总统府资政。他还曾任再兴学校董事长，逢甲大学董事长，世华银行董事长、名誉董事长。

### 辭世
2001年12月29日，病逝于荣民总医院，以連戰為治喪委員會主委，2002年1月16日12時30分在臺北市第一殯儀館景行廳設奠家祭，下午13時舉行公祭接受朝野人士弔唁、瞻仰，15時發引安葬於臺北縣金山鄉的金寶山墓園。

## 家庭
何宜武与夫人王秀淑共育有二子一女，分别为长子邦立、次子邦定、女邦声。其中长子何邦立之女何之元1999年毕业于美国维吉尼亚军校，并成为该校160年历史上第一位女性毕业生。另一位华裔女生刘洁（Jade Liu）以第一名毕业于美国西点军校，其曾祖父是前中华民国国军将领刘峙。
何宜武之胞弟何宜慈则曾任行政院国家科学委员会副主任委员、新竹科学工业园区管理局首任局长。